# Selina Hossain

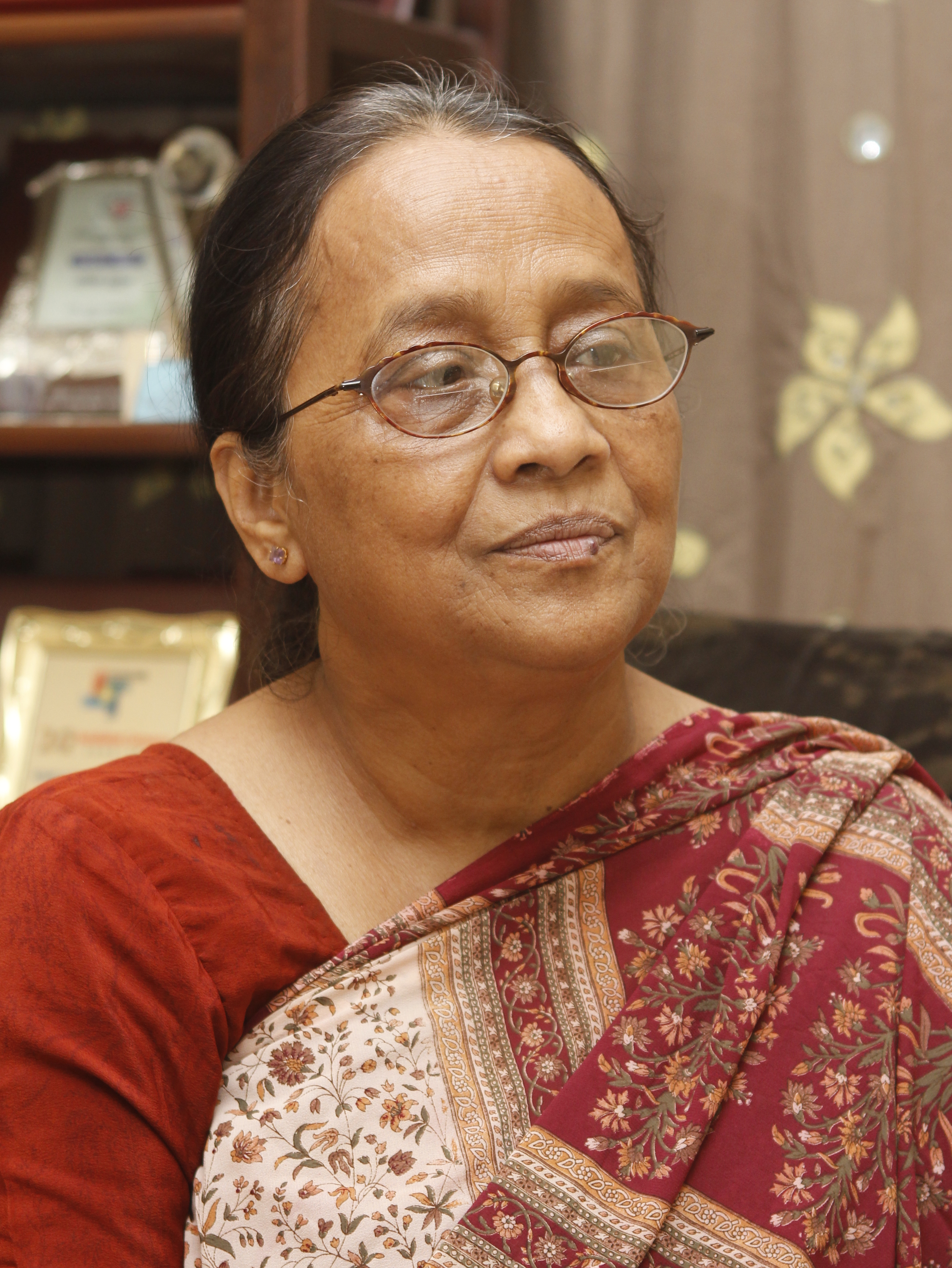
Selina Hossain 2014

Selina Hossain (bengalisch সেলিনা হোসেন Selinā Hosen; geboren am 14. Juni 1947 in Rajshahi) ist eine bangladeschische Schriftstellerin, die vor allem für ihre Romane bekannt ist. Sie wurde für ihre literarisches Werk unter anderem mit dem Bangla Academy Award, dem Shadhinata Padak und dem Ekushey Padak ausgezeichnet. Werke von Selina Hossain wurden unter anderem ins Französische, Russische und Englische übersetzt, aber auch in mehrere indische Sprachen.

## Leben und Werk
Selina Hossain hat neben zahlreichen Romanen auch Kurzgeschichten, Essays und Kinderbücher geschrieben. Ihr Roman Bhumi o Kusum wurde unter anderem dafür berühmt, dass er als erstes bengalischsprachiges literarisches Werk das Thema der indisch-bengalischen Enklaven aufgriff. Sie war längere Zeit Direktorin der Bangla Academy, zog sich von diesem Posten aber zurück. 2014 wurde sie zur Vorsitzenden der Bangla Shishu Academy ernannt.
Selina Hossain ist Mitglied der National Human Rights Commission of Bangladesh und Repräsentantin ihres Landes im Exekutivrat der UNESCO.
In ihrem Schreiben gilt Selina Hossain als innovativ und experimentierfreudig, ihre Verwendung des inneren Monologs in Romanen gilt als besonders erwähnenswert. Auch wird die rhythmische und symbolische Qualität der Sprache in ihren Romanen gelobt. In ihren Romanen spielt Zeit, insbesondere die Differenz zwischen erlebter und äußerer Zeit eine wichtige Rolle.

## Auszeichnungen
- 1980 Bangla Academy Award
- 2009 Ekushey Padak
- 2015 SAARC Literary Award
- 2018 Shadhinata Padak